# SOS Titanic
Pour plus de détails, voir Fiche technique et Distribution.
SOS Titanic est un téléfilm américano-britannique réalisé par William Hale et diffusé en 1979. Il raconte l'histoire du paquebot Titanic et son naufrage en avril 1912, à travers les yeux de passagers de première, deuxième et troisième classe.
Le téléfilm a tout d'abord été diffusé en version longue sur deux soirées, puis commercialisé dans une version courte. Bien qu'inspiré de témoignages authentiques, le film n'est pas toujours fidèle à la vérité.

## Synopsis
Le Titanic quitte Southampton le 10 avril 1912. Le film suit différents passagers que sont, en première classe John Jacob Astor et son épouse ainsi que le couple Marvin, en voyage de noces. En deuxième, le film suit Lawrence Beesley, ensuite auteur d'un ouvrage sur le naufrage. En troisième classe, l'histoire se focalise sur un groupe d'émigrants irlandais.
Le film passe d'un groupe à l'autre et montre leur vie pendant la traversée. Au bout de quatre jours, le navire heurte un iceberg et sombre. Les passagers doivent alors lutter pour leur survie.

## Fiche technique
Les mentions ci-dessous proviennent de l'IMDb.
- Titre original : SOS Titanic
- Titre original : SOS Titanic
- Réalisation : William Hale
- Scénario : James Costigan
- Photographie : Christopher Challis
- Montage : Rusty Coppleman
- Musique : Howard Blake
- Production : Lou Morheim
- Budget : 7 000 000 $
- Pays d'origine : États-Unis / Royaume-Uni
- Langue : anglais
- Genre : film catastrophe
- Format : couleur - 35mm - 1,33:1 - son mono
- Durée : 144 minutes (version originale), 109 minutes (version DVD)
- Date de première diffusion : 23 septembre 1979

## Distribution
- Harry Andrews : Capitaine Edward John Smith
- Tony Caunter (en) : Chef officier Henry Tingle Wilde
- Paul Young : 1er Officier William McMaster Murdoch
- Malcolm Stoddard : 2d Officier Charles Lightoller
- Warren Clarke : 4e Officier Joseph Boxhall
- Karl Howman (en) : 5e Officier Harold Lowe
- David Janssen : John Jacob Astor IV
- Beverly Ross : Madeleine Astor
- Cloris Leachman : Margaret Brown
- David Warner : Lawrence Beesley
- Susan Saint James : Leigh Goodwin
- Ian Holm : Joseph Bruce Ismay
- Geoffrey Whitehead (en) : Thomas Andrews
- Helen Mirren : Hôtesse Mary Sloan
- Ed Bishop : Henry Harris
- David Battley (en) : Steward nettoyage chaussures Sydney Stebbings
- Tony Maiden : Assistant steward nettoyage chaussures E.J. Guy
- Nicholas Davies : Steward d'ascenseur Alfred King
- Matthew Guiness : Père Thomas Byles
- Jerry Houser : Daniel Marvin
- Deborah Fallender : Mary Marvin
- Victor Langley : Chef d'orchestre Wallace Hartley
- Gerard McSorley : Martin Gallagher
- John Moffatt : Benjamin Guggenheim
- Aubrey Morris : Steward John Hart
- Martin Murphy : Steward clairon Peter Fletcher
- Nancy Nevinson : Ida Straus
- Gordon Whiting : Isidor Straus
- Philip O'Sullivan : David Charters
- Robert Pugh : James Farrell
- Maurice Roëves : Chef de chauffe Frederick Barrett
- Norman Rossington : Capitaine d'armes Thomas King
- Peter Bourke : Assistant télégraphe Harold Bride
- Shevaun Briars : Katie Gilnagh
- Nick Brimble : Olaus Abelseth
- Jacob Brooke : Chef Steward de 2e classe John Hardy
- Catherine Byrne : Bridget Bradley
- Lise Hilboldt (en) : Rene Harris
- Kate Howard : Comtesse de Rothes
- Kevin O'Shea : Veilleur Reginald Lee
- Alec Sabin (en) : Veilleur Frederick Fleet
- Anna Quayle : Hôtesse des bains turcs Maude Slocombe
- Madge Ryan (en) : Hôtesse Violet Jessop
- Ronan Smith : Daniel Buckley
- Philip Stone : Capitaine Arthur Rostron (RMS Carpathia)
- Christopher Strauli (en) : Télégraphe Harold Cottam (RMS Carpathia)
- Ian Abercrombie : Steward du pont
- Tony Haygarth (en) : Chef ingénieur Joseph Bell
- Anthony Heaton : Quartier-maître Robert Hichens
- André Maranne : Michel Navratil (fils)
- Ronnie Stevens : Docteur McGee (RMS Carpathia)
- Tony Vogel (en) : 2d Officier Jimmy Basset (RMS Carpathia)
- Nicholas Young (en) : Jack Thayer

## Réalisation et diffusion
Les scènes du film se déroulant en extérieur sont tournées à bord du Queen Mary. Des scènes ont également été tournées à l'hôtel Waldorf de Londres. Ce film est le premier sur le Titanic à être tourné en couleur. Certaines scènes présentent de fortes différences avec le film Atlantique, latitude 41°.
Il existe deux versions du film. La version diffusée à la télévision aux États-Unis dure 144 minutes et est divisée en deux parties. Elle raconte l'histoire comme un flashback depuis le Carpathia où se trouvent les rescapés. La version diffusée au cinéma en Europe, puis vendue en VHS et DVD est plus courte, suit l'ordre chronologique, et laisse place à des incohérences dues aux coupures.

## Anecdotes
- David Warner, qui interprète un des personnages principaux (Lawrence Beesley), apparaît aussi dans le film Titanic de 1997. Il incarne le garde du corps et valet de Caledon Hockley.
- Norman Rossington qui interprète le capitaine d'armes a également joué dans Atlantique, latitude 41° dans le rôle du chef steward de 3e classe James Kiernan.
- Le film a été tourné sur le bateau Queen Mary. C'est pour cela que l'intérieur du navire dans le film n'a aucune ressemblance avec le vrai Titanic.